# Narciso Martínez
Narciso Martínez, surnommé « El Huracán del Valle », né le 29 octobre 1911, à Reynosa dans l'état de Tamaulipas au Mexique, et mort à San Benito au Texas, est un accordéoniste mexicano-américain de nationalité mexicaine, pionnier de la Musique Norteña et considéré comme le créateur du Conjunto.

## Carrière
Son frère Santos lui apprend à jouer de l'accordéon sur des instruments à une ou deux rangées de boutons de mauvaise qualité. En 1930, il achète, à Kingsville, son premier accordéon de bonne qualité : un Hohner à double rangée de boutons qu'il utilise pour animer des bals et des fêtes privées. En 1935, il s'associe avec le guitariste et bajoquintiste Santiago Almeida.
Très populaire pendant les années 1950, il participe alors à des tournées, avec d'autres musiciens, au Nouveau-Mexique, en Arizona, en Californie et même à Chicago. Vers le milieu des années 1960, lorsqu'une nouvelle génération d'accordéonistes plus jeune a émergé, il peine a trouver des engagements et redevient ouvrier agricole en Floride.

## Reconaissances publiques
En 1983, la National Endowment for the Arts a honoré Narciso Martínez de la National Heritage Fellowship, une distinction concédée à vie, créée en 1982 et qui est destinée aux personnalités actives dans le domaine des arts et des traditions populaires qui résident de manière permanente aux États-Unis.
Le « Narciso Martinez Cultural Arts Center » (Centre culturel artistique Narciso Martinez), à Los Fresnos a été inauguré par un spectacle, donné à l'occasion de son quatre-vingtième anniversaire par Narciso Martinez lui-même, le 29 octobre 1991. Il organise, chaque année depuis 1993, le « Narciso Martinez Conjunto Festival » (Festival Narciso Martinez de Conjunto).

## Vie privée
Ses parents s'installent à La Paloma au Texas, l'année même de sa naissance et il a toujours vécu aux États-Unis. Il s'est toujours considéré lui-même comme un mexicano-américain, mais n'a jamais demandé la nationalité américaine. Pendant son enfance, ses parents travaillent en tant que salariés agricoles à Bishop, Chapman Ranch (en), et Rivera (en). A cause des conditions dans lesquelles vivait la minorité de langue espagnole du Texas, il n'est quasiment jamais allé à l'école. Parce qu'il parlait très peu l'anglais, les opportunités, sur le marché du travail étaient réduites, il a travaillé dans les champs, conduit des camions et des tracteurs, et même travaillé trois ans et sept mois au zoo de Brownsville.

## Sources
- (en) Manuel Peña, The Texas-Mexican Conjunto : History of a Working-class Music, Austin, University of Texas Press, 5 juillet 2010, 234 p. (ISBN 0-292-78068-0, 978-0-292-75983-1 et 978-0-292-78793-3, DOI 10.7560/780682, lire en ligne).
- (en) (Chris Strachwitz, « Narciso Martinez : Father of the Texas .. Mexican Conjunto », Arhoolie Catalog, El Cerrito, California, USA, Arhoolie Productions, Inc.,‎ 1993, p. 15 (lire en ligne).
- (en) Juan Tejeda, « Preface », dans John Dyer, Joe Nick Patoski, Juan Tejeda, Conjunto, Austin, University of Texas Press, 2005, 121 p. (ISBN 0-292-70931-5, lire en ligne).
- (en) Laurie E. Jasinski (Directrice d'édition), Casey Monahan (Préface), Gary Hartman et Ann T. Smith, Handbook of Texas Music, Denton, Texas A&M University Press/Texas State Historical Association, 22 février 2012, 800 p. (ISBN 978-0-876-11253-3, lire en ligne).
- (en) « The Narciso Martinez Cultural Arts Center » [html], Los Fresnos (consulté le 20 mars 2022).
- (en) Teresa Palomo Acosta, « Manuel, Herschel Thurman (1887–1976) », Handbook of Texas, sur TSHA, Austin, Texas State Historical Association (consulté le 1er novembre 2020).
- (en) Jacinta Rivera, « Almeida, Santiago, Sr. (1911–1999) », Handbook of Texas, sur TSHA, Austin, Texas State Historical Association (consulté le 1er novembre 2020).
- (en) « Narciso Martínez, Texas-Mexican Accordionist/Composer, 1983 NEA National Heritage Fellow, San Benito, Texas », sur NEA, Washington, DC, National Endowment for the Arts (consulté le 1er novembre 2020).